# San Antonio Thunder 1975
Questa pagina raccoglie i dati riguardanti i San Antonio Thunder nelle competizioni ufficiali della stagione 1975.

## Stagione
La neonata franchigia venne affidata all'esperto Alex Perolli che costruì una rosa molto eterogenea, con pochi giocatori statunitensi di nascita o di formazione. Primo acquisto dei Thunder fu l'uruguaiano Luis Marotte, che Perolli aveva già allenato ai L.A. Aztecs ed ai Rochester Lancers; l'acquisto venne però annullato dalla NASL e venne effettuato ufficialmente solo dopo uno scambio che vide coinvolta la prima scelta del draft Sergio Velazquez e sette scelte future nel draft in cambio di sette giocatori degli Aztecs, Marotte compreso. Come capitano della squadra venne scelto il ventiduenne scozzese John McKernan.
La squadra, anche per la pessima gestione degli allenamenti e materiali e strutture non riuscì ad ottenere grandi risultati e quindi il proprietario Ward Lay decise di sollevare dall'incarico Perolli, che già aveva visto allontanarsi il suo assistente Ricardo Ordoñez per contrasti con lo stesso, per affidare la squadra all'allenatore della rappresentativa calcistica della Chico State University, Don Batie. Batie riportò ordine nella squadra, i cui giocatori stavano per ammutinarsi per le pessime condizioni in cui dovevano allenarsi sino ad allora, riuscendo ad ottenere cinque vittorie nelle ultime sei partite di campionato da disputare. I Thunder comunque fallirono l'accesso ai play-off per il titolo. Il brasiliano José Berico fu proclamato miglior giocatore dei Thunder della stagione.

## Organigramma societario
Area direttiva
- Proprietario: Ward Lay
- General Manager: Mike Boyle[3]

Area tecnica
- Allenatore: Alex Perolli, poi Don Batie
- Ass. allenatore: Ricardo Ordoñez[3]

## Rosa
| N.   |                        | Ruolo | Calciatore               |
| ---- | ---------------------- | ----- | ------------------------ |
| 1    | Stati Uniti (bandiera) | P     | Tom Eidson               |
| 1    | Messico (bandiera)     | P     | Blas Sánchez             |
| 1/20 | Uruguay (bandiera)     | P     | Sergio Blanco            |
| 2    | Argentina (bandiera)   | D     | Raúl Forteis             |
| 2    | Stati Uniti (bandiera) | D     | Luis Sagastume           |
| 3    | Scozia (bandiera)      | D     | John McKernan (capitano) |
| 4    | Stati Uniti (bandiera) | D     | Daniel Califano          |
| 4    | Zambia (bandiera)      | A     | Creswell McTavish        |
| 5    | Stati Uniti (bandiera) | D     | Mark Stahl               |
| 6    | Messico (bandiera)     | C     | Roberto Blanco           |
| 6    | Scozia (bandiera)      | A     | Jim Forrest              |
| 7    | Paesi Bassi (bandiera) | A     | Gerard Hylkema           |
| 7    | Stati Uniti (bandiera) | A     | Dan Counce               |
| 8    | Brasile (bandiera)     | C     | Renato Costa             |
| 8    | Perù (bandiera)        | C     | Eduardo Wolff            |
| 9    | Stati Uniti (bandiera) | D     | Chris Carenza            |
| 10   | Uruguay (bandiera)     | C     | Luis Marotte             |

| N. |                        | Ruolo | Calciatore           |
| -- | ---------------------- | ----- | -------------------- |
| 11 | Scozia (bandiera)      | C     | James Doherty        |
| 12 | Messico (bandiera)     | C     | Pedro Martínez       |
| 13 | Turchia (bandiera)     | A     | Paynof Filotis       |
| 14 | Jugoslavia (bandiera)  | A     | Nedžad Hasanbegović  |
| 15 | Stati Uniti (bandiera) | D     | Yeprem Nersepian     |
| 15 | Stati Uniti (bandiera) | D     | Chuck Carey          |
| 16 | Brasile (bandiera)     | C     | José Berico          |
| 17 | Nigeria (bandiera)     | A     | Mori Diane           |
| 18 | Brasile (bandiera)     | A     | José Márcio Ferreira |
| 20 | Argentina (bandiera)   | P     | Trinidad Cavallero   |
| 20 | Spagna (bandiera)      | P     | Ricardo Ordoñez      |
|    | Brasile (bandiera)     |       | Manuel Barboza       |
|    | Stati Uniti (bandiera) | A     | John Micklewright    |
|    | Stati Uniti (bandiera) | C     | Ariel Reynolds       |
|    | Stati Uniti (bandiera) | C     | Bob Ridley           |
|    | Stati Uniti (bandiera) | A     | Sergio Velazquez     |